# Вануату на Светском првенству у атлетици у дворани 2012.
Вануату је учествовао на Светском првенству у атлетици у дворани 2012. одржаном у Истанбулу од 9. до 11. марта трећи пут. Репрезентацију Вануатуа представљала су два такмичара (1 мушкарац и 1 жена), који су се такмичили у две дисциплине.
Вануату није освојио ниједну медаљу али је Арнолд Сорина оборио национални рекорд а Daphne Nalawas остварила лични рекорд.

## Учесници
| Мушкарци: - Арнолд Сорина — 800 м | Жене: - Daphne Nalawas — 60 м |  |

## Резултати

### Мушкарци
| Атлетичар     | Дисциплина | Лични рекорд | Квалификације | Квалификације | Полуфинале           | Полуфинале           | Финале               | Финале  | Детаљи |
| Атлетичар     | Дисциплина | Лични рекорд | Резултат      | Место         | Резултат             | Место                | Резултат             | Место   | Детаљи |
| ------------- | ---------- | ------------ | ------------- | ------------- | -------------------- | -------------------- | -------------------- | ------- | ------ |
| Арнолд Сорина | 800 м      |              | 1:54,44 НР    | 6. груп. 2    | Није се квалификовао | Није се квалификовао | Није се квалификовао | 27 / 32 |        |

### Жене
| Атлетичарка    | Дисциплина | Лични рекорд | Квалификације | Квалификације | Полуфинале            | Полуфинале            | Финале                | Финале       | Детаљи |
| Атлетичарка    | Дисциплина | Лични рекорд | Резултат      | Место         | Резултат              | Место                 | Резултат              | Место        | Детаљи |
| -------------- | ---------- | ------------ | ------------- | ------------- | --------------------- | --------------------- | --------------------- | ------------ | ------ |
| Daphne Nalawas | 60 м       |              | 9,06 ЛР       | 7. у гр. 9    | Није се квалификовала | Није се квалификовала | Није се квалификовала | 60 / 62 (64) |        |